# Ana Laura Cordeiro
Ana Laura Cordeiro (Minas Gerais, 11 de Julho) é uma praticante brasileira de submission grappling, faixa-preta 3º grau de jiu-jitsu brasileiro (BJJ) e treinadora.
Multicampeã mundial pela IBJJF (com e sem kimono) e campeã do Pan-Americano nas divisões de faixas coloridas, Cordeiro é tricampeã mundial na faixa-preta, bicampeã mundial No-Gi, bicampeã pan-americana e campeã mundial do ADCC. Famosamente invicta por um período, com um cartel de 65–0, Cordeiro foi descrita como "uma das maiores grapplers da história do esporte", e "uma das mulheres mais vitoriosas da história do Jiu-Jitsu".

## Carreira
Ana Laura Gonçalves Cordeiro foi criada em Minas Gerais, Brasil. Ela começou a treinar jiu-jitsu brasileiro aos 17 anos. Para competir, passou a treinar na academia Gracie Barra em Brasília, sob a supervisão de Carlos Gracie Jr., em uma jornada de ônibus de 3 horas desde sua casa. Após receber a faixa-azul, tornou-se campeã mundial em 2006; promovida à faixa-roxa no ano seguinte, conquistou o ouro duplo no Campeonato Mundial, vencendo tanto sua categoria quanto o absoluto. Um ano depois, já como faixa-marrom, conquistou o título mundial pela quarta vez, além do ouro duplo no Campeonato Mundial No-Gi da IBJJF de 2008 na divisão combinada marrom/preta feminina.
Cordeiro mudou-se para os Estados Unidos em 2009, recebendo a faixa-preta do fundador da Gracie Barra, Carlos Gracie Jr.. Embora uma grave lesão nas costas tenha interrompido sua carreira competitiva por cinco anos, ela ainda é considerada "uma das maiores grapplers da história do esporte". Em 2014, retornou às competições vencendo o Campeonato Internacional de Las Vegas, e no ano seguinte venceu o ADCC Submission Fighting World Championship, o torneio mais prestigiado do submission grappling.  Atualmente, ela possui sua própria academia de jiu-jitsu brasileiro da Gracie Barra em Upland, Califórnia.

## Resumo competitivo no Jiu-Jitsu Brasileiro
Principais conquistas:
- Campeã Mundial da IBJJF (2006 – faixa azul, 2007 – faixa roxa,[c] 2008 – divisão combinada marrom/preta,[7] 2014[8] 2015[9])
- Campeã Mundial No-Gi da IBJJF (2008 – divisão combinada marrom/preta[c][10])
- Campeã Pan-Americana da IBJJF (2008 – divisão combinada marrom/preta,[11] 2009 – divisão combinada marrom/preta[12])
- Campeã do Internacional de Las Vegas da IBJJF (2014)

## Linhagem técnica
Mitsuyo Maeda > Carlos Gracie Sr. > Hélio Gracie > Carlos Gracie Junior > Ana Laura Cordeiro